# Radweg Von Krater zu Krater
Der Radweg Von Krater zu Krater ist ein rund 185 km langer Radweg in Bayern und Baden-Württemberg, der die zwei Asteroidenkrater Nördlinger Ries und Steinheimer Becken miteinander verbindet. Die Route besteht aus zwei Rundtouren, die sich in Nördlingen schneiden. Der Radweg wurde im Juli 2010 eröffnet. Vermarktet wird der Radweg Von Krater zu Krater durch den Geopark Ries.

## Hintergrund
Vor 14,6 Millionen Jahren schlug ein ca. 1 km großer Asteroid in die Region zwischen den heutigen Großstädten Augsburg, Stuttgart und Nürnberg ein. Folge ist ein Krater mit einem Durchmesser von fast 25 km. Dieser ist bis heute erhalten und vor allem aus der Luft und dem Kraterrand gut zu erkennen. Zeitgleich entstand das Steinheimer Becken. Vermutlich durch einen kleineren Asteroiden, der den des Rieskraters umkreiste. Den Prozess des Einschlags nennt man Ries-Ereignis.
Der Radweg verbindet beide Krater miteinander und bietet somit einen spektakulären Einblick in die Geschichte der Erde.

## Kraterrunde Nördlinger Ries

### Strecke
Start der Tour ist am Nördlinger Rathaus. Die Altstadt wird nach Osten verlassen. Die ersten Kilometer bis Deiningen verlaufen entlang einer Landstraße. Kurz nach der Gemeinde biegt man rechts nach Alerheim ab. Weiter geht es vorbei am Wennenberg und durch Rudelstetten, bis man schließlich Wemding erreicht. Von dort verläuft der Radweg durch den Ort Laub und Megesheim bis nach Oettingen. Hier geht es kurz entlang der Bundesstraße 466, bis die Route abzweigt und über Heuberg nach Maihingen führt. Nach der Gemeinde führt der Radweg über Bikhausen und Wallerstein schließlich wieder nach Nördlingen zurück.

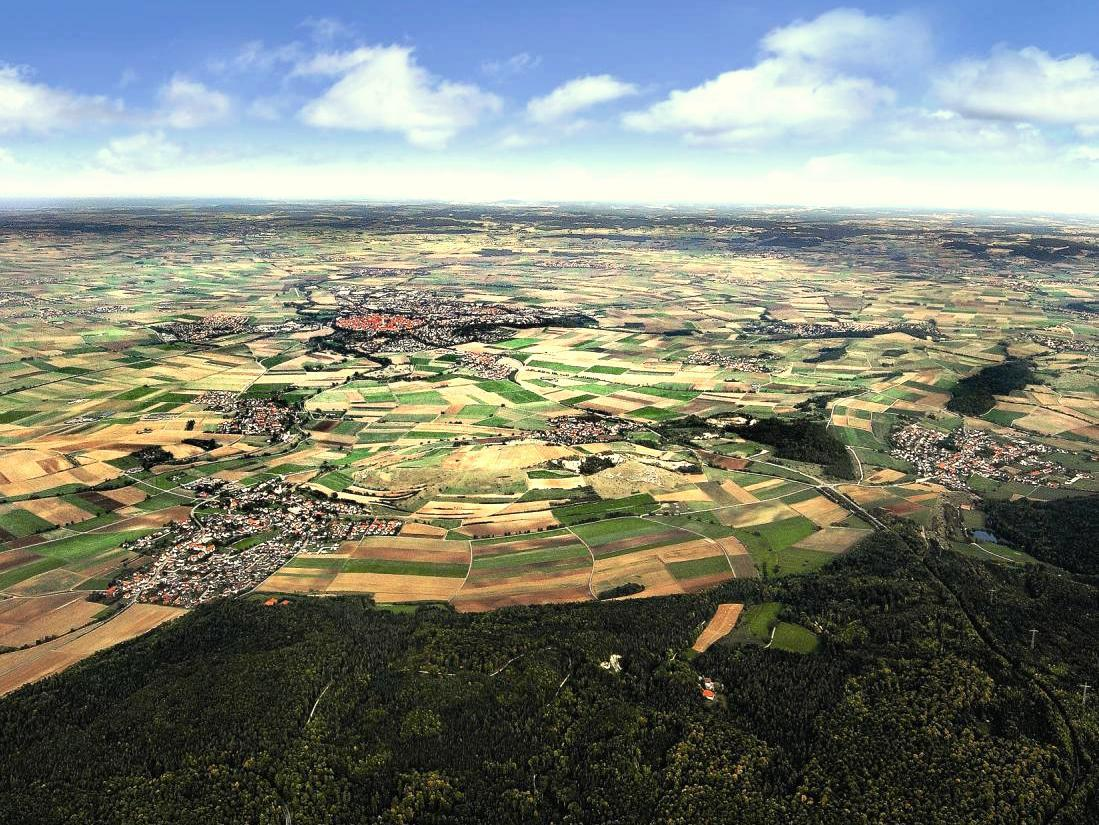
Nördlinger Ries

Die Kraterrunde Nördlinger Ries ist rund 60 km lang.

### Sehenswürdigkeiten am Wegesrand
Die folgenden Sehenswürdigkeiten liegen am Wegesrand:
- Nördlingen: Altstadt mit rundum begehbarer Stadtmauer, Gerberviertel, Kirchturm Daniel, Rieskratermuseum, Bayerisches Eisenbahnmuseum, Geopark-Infozentrum
- Deiningen: Geopark-Infostelle
- Alerheim: Wennenberg, Wörnitz, Geopark-Themenwanderweg 7-Hügel-Weg
- Wemding: Altstadt, Wallfahrtskirche Maria-Brünnlein, Geopark-Themenwanderweg Sagenweg, Geopark-Infostelle
- nahe Megesheim: Geotop Burschel
- Oettingen: Fürstliches Residenzschloss, Heimatmuseum, Schlossmuseum, Altstadt
- Heuberg: ehemaliger Militärflugplatz Heuberg
- Maihingen: Museum KulturLand Ries, Klosterkirche, Geotope Klosterberg
- Wallerstein: Wallersteiner Felsen

### Mobilität
Bahnhöfe am Wegesrand sind lediglich in Nördlingen. Nach Wemding und Nördlingen führen jedoch Buslinien der Verkehrsgemeinschaft Donau-Ries.

## Kraterrunde Steinheimer Becken

### Strecke
Auch hier ist der Startpunkt am Nördlinger Rathaus. Man kann jedoch auch – kommend von Wallerstein – direkt in Baldingen in die Kraterrunde Steinheimer Becken einsteigen. Von Baldingen aus geht es über Goldburghausen und Kirchheim nach Bopfingen. Weiter führt die Route über Aufhausen bei Bopfingen, vorbei an Beuren und Elchingen nach Oberkochen, von dort vorbei an Königsbronn durch Zang hindurch. Schließlich passiert man Steinheim am Albuch und das Steinheimer Becken. Durch Sontheim im Stubental und Heidenheim-Schnaitheim geht es weiter nach Nattheim. Über Dischingen und den Härtsfeldsee kommt man nach Neresheim und Ohmenheim. Über Dehlingen, Härtsfeldhausen und Utzmemmingen erreicht man schließlich wieder Nördlingen.
Die Kraterrunde Steinheimer Becken ist rund 130 km lang und aufgrund der vielen Höhenmeter relativ anspruchsvoll.

Steinheimer Becken

### Sehenswürdigkeiten am Wegesrand
Die folgenden Sehenswürdigkeiten liegen am Wegesrand:
- Nördlingen: Altstadt mit rundum begehbarer Stadtmauer, Gerberviertel, Kirchturm Daniel, Rieskratermuseum, Bayerisches Eisenbahnmuseum, Geopark-Infozentrum
- Goldburghausen: Goldbergmuseum
- Kirchheim am Ries: Kloster, Blasienberg
- Bopfingen: Ruine Flochberg, Ipf
- Aufhausen: Ruine Schenkenstein
- Oberkochen: Kocherursprung
- Sontheim im Stubental: Meteorkratermuseum
- Nattheim: Korallenmuseum
- Dischingen: Härtsfeldsee, in der Nähe Burg Katzenstein
- Neresheim: Härtsfeld-Museumsbahn, Kloster, Kapelle Maria Buch
- Utzmemmingen: Ofnethöhlen, Villa Rustica

### Mobilität
Bahnhöfe am Wegesrand sind in Nördlingen, Bopfingen, Königsbronn und Oberkochen. Nicht weit entfernt liegt Aalen Hbf, dieser ist ein Knotenbahnhof mit Fernverkehrsanschluss.